# فيران كوروميناس
فيران كوروميناس (بالإسبانية: Coro) (مواليد 5 يناير 1983 في فيلوبي دونيار - إسبانيا) لاعب كرة قدم إسباني يلعب حاليا لصالح نادي الدرجة الأولى إسبانيول الإسباني منذ 2001 في مركز الوسط المهاجم كما يجيد اللعب في مركز المهاجم .

## روابط خارجية
- فيران كوروميناس على موقع الاتحاد الدولي (مؤرشف)  (الإنجليزية)
- فيران كوروميناس على موقع قاعدة بيانات كرة القدم.إي يو (الإنجليزية)
- فيران كوروميناس على موقع Soccerway.com (الإنجليزية)
- فيران كوروميناس على موقع عالم كرة القدم.نت (الإنجليزية)
- فيران كوروميناس على موقع كووورة